# Гирин, Иван Яковлевич
Иван Яковлевич Гирин (1 января 1934, Журавлёвка — 25 марта 1987, Кустанай) — командир лётного отряда Казахского управления гражданской авиации.

## Биография
Родился 1 января 1934 года в селе Журавлёвка Макинского района Целиноградской области (ныне — Буландынский район Акмолинской области Казахстана), в крестьянской семье.
В 1955 году окончил Краснокутское лётное училище. Трудовую деятельность начал в Кустанайском авиапредприятии. С этим предприятиям связана вся его трудовая биография. Более 30 лет отдал авиации, пройдя путь от пилота до командира лётного отряда Кустанайского авиапредприятия. За эти годы он воспитал более 60 молодых квалифицированных пилотов. Член КПСС. При его личном участии впервые в Казахстане осваивались полёты на самолете «Ан-2М», внедрялись новые прогрессивные методы работы по обслуживанию агропромышленного комплекса республики. На всех постах И. Я. Гирин проявил себя энергичным и умелым специалистом.
Указом Президиума Верховного Совета СССР от 3 марта 1980 года «За выдающиеся успехи, достигнутые во Всесоюзном социалистическом соревновании, проявленную трудовую доблесть в выполнении планов и социалистических обязательств по увеличению производства и продажи государству зерна и других продуктов земледелия» Гирину Ивану Яковлевичу присвоено звание Героя Социалистического Труда в вручением ордена Ленина и золотой медали «Серп и Молот».
Жил в городе Кустанай.
Скоропостижно скончался 25 марта 1987 года.
Награждён орденами Ленина, Октябрьской Революции, медалями.